# 馬祖里方言
馬祖里方言（馬祖里方言：mazurská gádkä）是波蘭語的一個方言，由波蘭東北部的馬祖里人使用。也有說法指馬祖里方言是一種獨立語言。